# ルイ・ブライユ
ルイ・ブライユ（Louis Braille, 1809年1月4日 - 1852年1月6日）は、フランスの盲学校教師。アルファベットを6つの点の組み合わせで表現する点字（6点点字、6点式点字、ブライユ点字、ブライユ式点字）を考案した。自身も全盲であった。

## 生涯

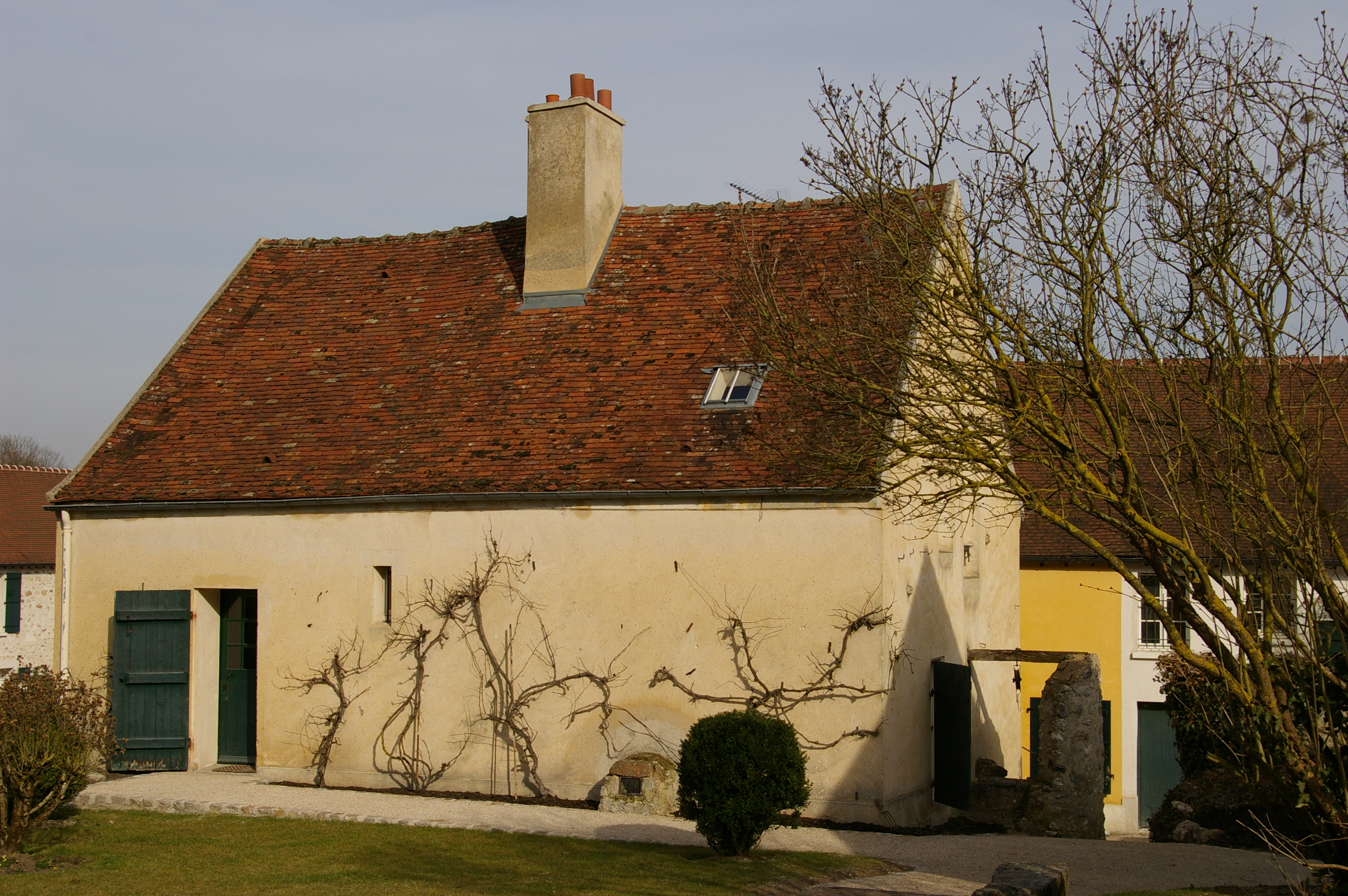
クブレ村のブライユ生家

パリ北東に約40キロメートルに位置するイル・ド・フランス地域圏セーヌ＝エ＝マルヌ県クヴレ村に、馬具職人である父シモンと母モニクの間に4人兄弟の末っ子として生まれる。
1812年、3歳の時、自宅にあったシモンの工房で遊んでいるうち、誤って事故により錐で左目の眼球を突き負傷する。その後、右目も交感性眼炎を起こし、5歳で両目とも失明する。
1800年代初頭の当時においては、ブライユのように障害のある子どもに対しては教育は不必要とされており、不遇な目に遭うことがほとんどだったが、ブライユは家族の協力もあり生活能力や知識を身につけていく。6歳の時、村にやってきた神父ジャック・パリュイにその聡明さを見出されたブライユは、7歳になるとパリュイ神父から村の学校のアントワーヌ・ベシュレ校長への取り計らいで村の学校に通い、他の生徒と同じように授業を受け、優秀な成績を収めた。
学校での成績や「自分で読み書きがしたい」というブライユの願望に、さらに進んだ教育が必要と感じた周囲の援助もあり、村の侯爵は、ヴァランタン・アユイが設立したパリの王立盲学校へ入学のための推薦状を送った。そのことが認められて、1819年、ブライユは同校に奨学生として入学することになる。
1819年、ブライユは10歳でパリの王立盲学校に入学。同時期、フランス軍の軍人、シャルル・バルビエが考案したソノグラフィ（夜間文字、暗やみの字）と呼ばれる12点式の暗号に出会う。ブライユはこれを元に6点式の点字を発明した。ブライユはパリ盲学校を卒業し、同校の教官になった。王立盲学校はセーヌ川沿いにあり、建物がもともと監獄として使われ、古く多湿で非衛生的だったため、100人近くいた生徒も不健康な状態であったことも相まり、ブライユが26歳のとき肺結核となる。
晩年は盲学校教師として教鞭を取り、また教会のパイプオルガンを演奏するなどして活躍した。その傍ら晴眼者・視覚障害者両用の点文字の開発に勤しんだ。この点文字は、はじめブライユが点字器で試みたものをブライユの友人の盲人であるピエール・フランソワ・ヴィクトル・フーコーが独特の機械を開発し、のちにラフィグラフと呼ばれるようになった。その方法はタイプライターの普及にともない廃れて、現在では使用されていない。
ブライユは1852年に肺結核のため43歳で亡くなった。死後百年にあたる1952年、ブライユの遺骸は故郷のクヴレ村からパリに移され、ヴィクトル・ユーゴーやエミール・ゾラなど多くの国民的英雄を祀るパンテオンに葬られた。
クヴレ村ルイ・ブライユ通り13番地にあるブライユの生家は点字博物館として公開されており、世界中の視覚障害者たちが訪れ、盲人たちに光をもたらしてくれたブライユの遺徳を偲んでいる。
点字を表す言葉は多くの国で、ブライユの名前から“Braille”（フランス語読みではブライユだが、英語読みではブレイルになる）と呼ばれている。その誕生日にあたる1月4日は2000年に世界盲人連合により世界点字デーとされた。
小惑星(9969)のブライユは、ブライユの名ににちなみ命名された。

## 6点点字

"ルイ・ブライユ"のブライユ式点字表記

ブライユが王立盲学校に在学していたころ、バルビエが夜間の伝言で用いるソノグラフィ（夜間文字、暗やみの字）と呼ばれる12点式の暗号を考案し、普及しようとしていた。バルビエは、ソノグラフィを視覚障害者に有益と考え王立盲学校を訪問していたが、当時の校長は採用しなかった。
その後、校長が変わって1821年、盲学校で試験的に12点点字を使用することが決まる。
それ以前、視覚障害者のための印刷は、図画盤というざらざらした板に紙を乗せ、先のとがった物で左右が逆の文字を書いていたが、この方式は視覚障害者自身が上手に書くことは非常に難しかった。
ブライユは、アルファベットを表すためには6点あれば十分で、その方が遙かに読みやすいと考え、これを改良して横2×縦3の現在の6点式の点字を考案した。その後、楽譜や数式の書き方も定め、これが世界中で使われる点字となった。